# Gyodae (metropolitana di Seul)
Gyodae (교대역 - 敎大譯, Gyodae-yeok), tradotta in inglese come Seoul National University of Education Station, è una stazione della metropolitana di Seul e funge da punto di interscambio fra la linea 2 e la linea 3 della metropolitana di Seul. La stazione si trova nel quartiere di Seocho-gu a Seul.

## Linee
Seoul Metro
● Linea 2 (Codice: 223)
● Linea 3 (Codice: 340)

## Struttura
Entrambe le linee sono sotterranee, e si incrociano perpendicolarmente. La linea 3 si trova al secondo piano interrato, mentre la linea 2 al terzo. Sopra di esse è presente il mezzanino. Essendo la linea 2 una linea circolare, i binari vengono designati come "circolare interna" e "circolare esterna".
Linea 2
| Circ. interna | ● Linea 2 | per Sadang, Sindorim e Hapjeong          |
| Circ. esterna | ● Linea 2 | per Gangnam, Jamsil, Seongsu e Wangsimni |

Linea 3
| Direzione centro/Daehwa | ● Linea 3 | per Autostazione Extraurbana, Jongno 3-ga, Gupabal e Daehwa |
| Direzione Ogeum         | ● Linea 3 | per Yangjae, Dogok, Suseo e Ogeum                           |

## Stazioni adiacenti
| «              | Servizio | »                  |
| Linea 2        | Linea 2  | Linea 2            |
| -------------- | -------- | ------------------ |
| Gangnam        | -        | Seocho             |
| Linea 3        |          |                    |
| Gosok-Terminal | -        | Nambu Bus Terminal |